# Let It Be… Naked
Pour les articles homonymes, voir Let It Be.
Albums de The Beatles
1
(2000) The Capitol Albums
(2004-06)
Let It Be… Naked (en français : « Let It Be… nu », jeu de mots avec le titre original, signifiant « Qu'il en soit… nu ») est un album du groupe britannique The Beatles. Sorti le 18 novembre 2003, il s'agit d'une version remixée et remasterisée de l'album Let It Be paru en 1970, à partir des enregistrements originaux des sessions de janvier 1969. Initié par Paul McCartney, cet album constitue un retour aux sources du « projet Get Back » qui consistait à enregistrer des chansons en direct, sans aucun ajout en studio. Ainsi, l'ajout des orchestrations et des sons d'ambiance par Phil Spector, effectués en mars et avril 1970, ont été éliminés, d'où le Naked ajouté au titre. Un second disque intitulé Fly on the Wall est inclus dans cette édition.

## Historique

### ProjetGet Back
Le groupe s'installe en janvier 1969, dans un premier temps, dans un des plateaux de cinéma du studio Twickenham devant les caméras de Michael Lindsay-Hogg, pour ensuite déménager vers leur studio de fortune au sous-sol d'Apple, l'entreprise fondée par les Beatles, sise au 3 Savile Row. Toutes les chansons de Let It Be... Naked (sauf pour Across the Universe, enregistrée en février 1968, et I Me Mine, filmée lors d'une répétition en janvier mais enregistrée en studio un an plus tard) datent de ces séances qui s'achèvent le 30 par un concert « privé » sur le toit de leur édifice et le lendemain, dans leur studio.
Le résultat sonore de ces séances leur déplaît tant que les kilomètres de bandes enregistrées en un mois sont mises au placard. Le groupe rejette les tentatives de mixage réalisées par l'ingénieur du son Glyn Johns, dont sera tout de même issu le single Get Back / Don't Let Me Down en avril 1969, crédité à « The Beatles with Billy Preston », qui atteindra le sommet du palmarès. Les sorties du film et de l'album sont mises de côté et les Beatles décident de retourner aux studios EMI à l'été 1969 pour enregistrer ce qui deviendra leur ultime opus, l'album Abbey Road. En septembre, John Lennon met fin au groupe en lui annonçant son départ définitif. La nouvelle est dans un premier temps tenue secrète compte tenu de nombreux impératifs commerciaux. Restent ces bandes musicales inexploitées, que le nouveau manager du groupe, Allen Klein, à la suggestion de John Lennon, confie au producteur américain Phil Spector.

### Let It Be
Les 3 et 4 janvier 1970, l'enregistrement de la chanson I Me Mine est effectuée en trio — Lennon ayant déjà quitté le groupe — et des retouches sont faites à la chanson Let It Be, dont une orchestration par George Martin en vue d'une sortie en single le 6 mars en Angleterre et le 11 aux États-Unis. Le 8 janvier, George Harrison refait sa piste vocale de la chanson For You Blue.
En mars, Phil Spector se met à son tour au travail. Ici, il laisse son wall of sound de côté pour ne rajouter des chœurs féminins et des arrangements de cordes qu'à trois de ces chansons alors qu'elles devaient rester « brutes », selon l'esprit du projet Get Back. Spector modifie l'intro et la finale de Dig a Pony, rallonge substantiellement I Me Mine et modifie l'enregistrement studio de Get Back pour lui donner une saveur live. Il conserve ou ajoute des passages parlés et inclus des improvisations. Paul McCartney désapprouve le travail de Spector et s'en montre très mécontent, en particulier au sujet de sa chanson The Long and Winding Road. En colère, il expédie une lettre à Allen Klein chez Apple dont les derniers mots sont « Ne refaites plus jamais ça ! ». McCartney évoquera le traitement réservé à ses chansons par Phil Spector comme une des six raisons de son départ du groupe, lors du procès qu'il intente à ses partenaires en décembre 1970 pour en prononcer la dissolution juridique.
En dépit de ce contexte houleux, publié le 8 mai 1970, à peine un mois après l'annonce de la rupture du groupe, l'album est un franc succès commercial. Prenant maintenant le nom d'une autre de ses chansons phare, Let It Be, l'album et les singles extraits de celui-ci se vendent très bien, à l'instar de Get Back l'année précédente ; la chanson titre et The Long and Winding Road sont tous deux numéro un, soit au Royaume-Uni, soit aux États-Unis. Le film, quant à lui, est moins bien reçu et est présenté en salle pour quelques semaines et, durant la décennie, sporadiquement présenté dans des cinémas de répertoire. Il passe rarement à la télévision. Il est réédité en 1981 en VHS mais disparait rapidement des points de vente.
Paul McCartney devra attendre trois décennies pour que l'album devienne ce qu’il devait originellement être : un album live de rock 'n' roll, en effaçant la production de Phil Spector.

### Genèse du projetNaked
Le projet de « dé-spectorisation » naît au début des années 2000, lorsque Paul McCartney rencontre par hasard, à bord d'un avion, Michael Lindsay-Hogg, le réalisateur du film Let It Be. Ils discutent de la non disponibilité de celui-ci en DVD, ce qui les amène à évoquer une possible « bande originale » remixée pour accompagner une éventuelle réédition.
George Harrison ayant donné son accord avant son décès, Neil Aspinall, en février 2002, donne la tâche à Allan Rouse, un vétéran d'Abbey Road, de remixer l'album. Il recrute ses collègues Paul Hicks (en) et Guy Massey, deux jeunes ingénieurs de son qui ont fait leurs dents sur la version 5.1 du DVD Anthology et le trio commence par écouter chacune des trente bobines 8 pistes d'un pouce datant de janvier 1969. Ils identifient les prises retrouvées sur les albums de Johns et de Spector et, d'un commun accord, conviennent que leurs choix des prestations retenues étaient très souvent les bonnes. Transférant le tout sur ordinateur avec Pro Tools 5.2 utilisant un convertisseur Prism Sound Dream ADA 8 A/D, l'équipe tente de maximiser chacune des prestations avec des « copier-coller » d'une prise à l'autre pour corriger certaines des imperfections. La captation sur le toit a offert une difficulté supplémentaire. Comme ils étaient filmés, des microphones Neumann KM84i, de petites taille au bout d'une mince tige, ont été choisis afin de cacher les visages le moins possible. Le temps était venteux, alors l'assistant ingénieur de son Alan Parsons les a recouvert d'un simple bas de nylon. Heureusement, le son du vent n'était audible qu'au moment des silences, donc facilement gérable.
La restauration du film originel a aussi été débutée mais rapidement abandonnée probablement à cause, comme l'a déclaré Ringo Starr, de son côté triste. En 2024, deux ans et demi après la sortie du documentaire en trois épisodes The Beatles: Get Back, effectué par Peter Jackson, la réédition du film est enfin disponible sur Disney+. Jackson, dont son équipe a effectué sa restauration, est d'avis que « les deux projets se soutiennent et se renforcent mutuellement : [le film] Let It Be est le point culminant de Get Back, tandis que [la télésérie] Get Back fournit un contexte vital manquant pour Let It Be ».

## Différences notables
Les deux courtes chansons présentes sur la bande originale du film, Maggie Mae et Dig It, ont été supprimées, parce qu'elles étaient surtout des improvisations en studio (Maggie Mae étant une chanson populaire traditionnelle de Liverpool) et on a jugé qu'elle n'avaient pas leur place sur un album conventionnel. Elles ont été remplacées par une version inédite de la chanson Don't Let Me Down de John Lennon; un montage des deux prestations enregistrées durant le concert sur le toit de l'immeuble d'Apple. Une version studio a été publiée en face B du single Get Back en avril 1969 que Phil Spector n'avait pas retenue sur Let It Be. I've Got a Feeling est aussi présentée dans une nouvelle version provenant des deux prises du concert sur le toit alors que Spector avait choisi la première. Across the Universe, une chanson débutée en 1967 et sommairement aperçue dans le film, a été débarrassée de son orchestration, de même que sur I Me Mine qui conserve la longueur éditée par Spector mais qui possède aussi quelques variations de mixage et d'édition avec la version de l'album. Les coupes du vers « All I want is you » du début et de la fin de Dig a Pony sont, elles aussi, conservées mais le faux départ et les commentaires en finale sont éliminés.
La chanson Let It Be est aussi débarrassée de l'orchestration, de George Martin cette fois, et contient le solo de guitare de Harrison entendu dans le film. En comptant la version de l'album d'origine, celle du single publié le 6 mars 1970 (que l'on retrouve maintenant sur les compilations The Beatles 1967–1970, Past Masters et 1) et d'une répétition parue sur The Beatles Anthology 3, il s'agit de la quatrième version de Let It Be officiellement sortie par les Beatles, sans compter les ébauches et remixes placés sur la réédition de l'album en 2021.
The Long and Winding Road, le titre de McCartney qui avait provoqué sa colère en 1970, a été profondément remanié. La dernière prise (qui apparaît aussi dans le film) a été choisie au lieu de l'inégale prise du 26 janvier 1969 que Phil Spector avait utilisée pour l'album originel. La version de Let It Be… Naked est naturellement dépourvue des overdubs et le travail de Preston à l'orgue est maintenant bien en évidence. De plus, cette version ultime possède une variation dans un vers de la chanson : « anyway, you've always known, the many ways I've tried » (« Tu l'as toujours su, les nombreuses fois où j'ai essayé »), au lieu de « anyway, you'll never know, the many ways I've tried » (« Tu ne sauras jamais, les nombreuses fois où j'ai essayé ») dans la version originale.
L'ordre des pistes a été remanié, les commentaires et dialogues en studio ont été coupés, y compris celui du concert sur le toit du 30 janvier 1969 qui clôturait l'album. Par contre, un disque bonus, intitulé Fly on the Wall, est offert en supplément contenant plusieurs extraits de chansons et de dialogues.
La pochette de l'album, sur fond gris, est maintenant illustrée de deux pellicules négatives en noir et blanc des mêmes photos de la pochette originelle, sauf pour celle de George Harrison qui a été remplacée, sans raison officielle annoncée. On peut tout de même penser qu'il s'agit d'une raison d'ordre esthétique ; George souriant de toutes ses dents en image en négatif donnerait un résultat étrange. On peut remarquer cependant que la nouvelle photo correspond mieux aux trois autres en cela qu'elle les montre tous maintenant en train de jouer. Un texte de Kevin Howlett et des retranscriptions d'extraits de dialogues entre les membres du groupe sont inclus dans le livret accompagnateur. Le design est de la boîte londonienne Wherefore Art?.

## Clips
Deux clips ont été produits pour accompagner la sortie de ce disque ; une nouvelle version de Get Back, utilisant des images tirées des séances du film Let It Be, et Don't Let Me Down, filmé sur le toit des bureaux d'Apple Records, le 30 janvier 1969. On peut retrouver ces vidéoclips dans la collection à tirage limité Beatles 1+ publiée le 6 novembre 2015.

## Réception
À la sortie de Let It Be… Naked, les critiques de la presse musicale émettent des avis divergents. Certains ont fortement critiqué la suppression du dialogue entre les chansons mais la plupart encensent la qualité du son. Par exemple, Jim Campilongo (en) du magazine Guitar Player (en) le considère nettement supérieur à l'album d'origine tandis que Dominique Leone de Pitchfork, bien qu'il admet que la qualité sonore soit nettement améliorée, met en doute la nécessité de posséder cet album.
Tout de même, l'album atteint la 5e position du Billboard 200 et la 7e du Official U.K. Albums Chart.

## Liste des pistes
Toutes les chansons sont signées Lennon/McCartney, sauf indications contraires.
| 1.  | Get Back                       | Même enregistrement tel qu'effectué en studio, sans intro ni coda.                             | 2:34 |
| 2.  | Dig a Pony                     | Même enregistrement édité sans le faux départ et le dialogue.                                  | 3:38 |
| 3.  | For You Blue (George Harrison) | Même enregistrement mais guitare acoustique remise en place et piste vocale du 8 janvier 1970. | 2:28 |
| 4.  | The Long and Winding Road      | Nouvelle prise enregistrée le 31 janvier, sans orchestration.                                  | 3:34 |
| 5.  | Two of Us                      | Même enregistrement.                                                                           | 3:21 |
| 6.  | I've Got a Feeling             | Montage des deux prises sur le toit.                                                           | 3:31 |
| 7.  | One After 909                  | Même enregistrement sans dialogue final.                                                       | 2:44 |
| 8.  | Don't Let Me Down              | Piste rajoutée, montage des deux prises sur le toit.                                           | 3:19 |
| 9.  | I Me Mine (George Harrison)    | Même enregistrement édité sans orchestration.                                                  | 2:21 |
| 10. | Across the Universe            | Même enregistrement sans orchestration.                                                        | 3:38 |
| 11. | Let It Be                      | Même enregistrement sans orchestration avec le solo de guitare de la prise du film, notée 27b. | 3:54 |

### Bonus:Fly on the Wall
Cette édition inclus un disque bonus de vingt-et-une minutes, Fly on the Wall, produit par Kevin Howlett avec l'ingénieur de son Brian Thompson, constitué d'extraits de chansons et de dialogues venant des innombrables heures de bande de ses séances d'enregistrement : on y entend notamment John Lennon ébaucher une nouvelle chanson, Child of Nature qui deviendra Jealous Guy sur son album solo Imagine. Les Beatles répètent également All Things Must Pass, la chanson éponyme de l'album que George Harrison sortira en 1970 ainsi que la courte ébauche de la chanson Taking a Trip to Carolina de Ringo Starr qui ne sera jamais terminée. Plusieurs des conversations choisies se retrouveront aussi dans le documentaire Get Back.
| - Conversation - Sun King - Don't Let Me Down - Conversation - One After 909 - Conversation - Because I Know You Love Me So (inédite) - Conversation - Don't Pass Me By (Richard Starkey) - Taking a Trip to Carolina (inédite) (Richard Starkey) - John's Piano Piece (inédite) - Conversation | - Child of Nature (John Lennon) - Back in the U.S.S.R. - Conversation - Every Little Thing - Don't Let Me Down - Conversation - All Things Must Pass (George Harrison) - Conversation - She Came In Through the Bathroom Window - Conversation - Paul's Piano Piece (inédite) | - Conversation - Get Back - Conversation - Two of Us - Maggie Mae (Traditionelle) - Fancy My Chances with You (inédite) - Conversation - Can You Dig It? (inédite) - Conversation - Get Back - Conversation |

## Personnel
- John Lennon : chant, guitares acoustique et électrique, lap steel, basse
- Paul McCartney : chant, basse, guitares, piano, piano électrique, orgue
- George Harrison : chant, guitares, tampura
- Ringo Starr : batterie

### Personnel additionnel
- Billy Preston : orgue Hammond sur Dig it, Let It Be, piano électrique sur Dig a Pony, I've Got a Feeling, One After 909, The Long and Winding Road et Get Back
- George Martin : orgue, percussions